# ウォリス・シンプソン
ウォリス・シンプソン（Wallis Simpson, The Duchess of Windsor, 1896年6月19日 - 1986年4月24日）は、ウィンザー公爵エドワード（元:イギリス国王エドワード8世）の妻。「王冠を賭けた恋」として知られるこの結婚のため、エドワード8世は退位してウィンザー公爵となり、彼女もウィンザー公爵夫人（The Duchess of Windsor）となった。

## 生涯

### 生い立ち
アメリカのボルチモアの一族ウォーフィールド家に生まれる。本名ベッシー・ウォリス・ウォーフィールド（Bessie Wallis Warfield）。生後5ヶ月で父を結核により失ってからは、下宿を経営する母と2人きりの苦しい生活を強いられることとなるところ、幼少時代は、裕福な親戚の援助によって、良家の友人たちに囲まれて成長した。
その後、ボルチモアの社交界にデビュー。彼女は抜群の美貌ではなく、また小柄だったが、お洒落や会話術、ダンスなどに人一倍の努力を払っていたこともあって、男性たちを魅了、ボーイフレンドに恵まれており、常々「金持ちで、いい男を見つけて結婚するのが夢なの」と周囲に語っていたという。

### 2度の結婚

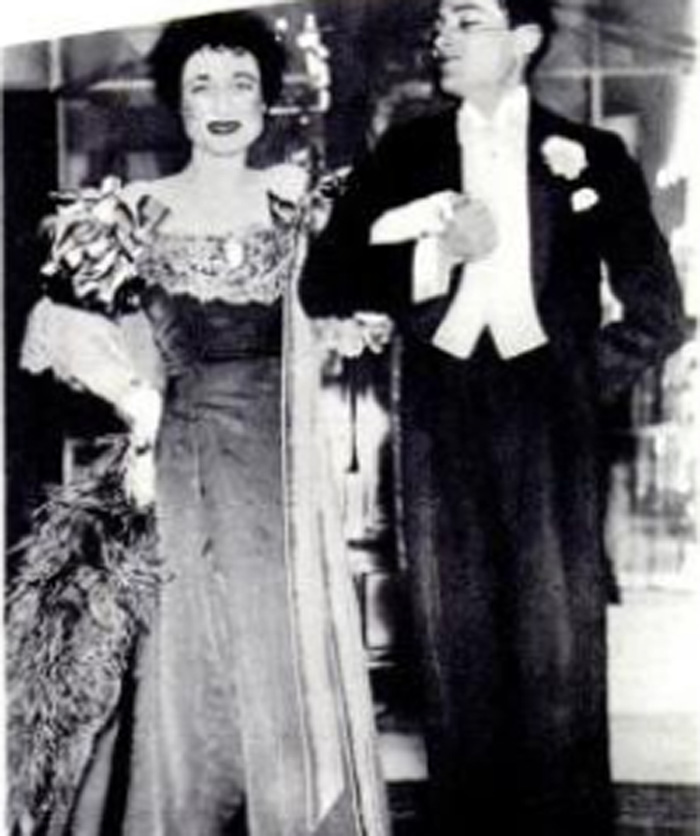
アーネスト・シンプソンとともに（1930年）

1916年にアメリカ海軍の航空士官ウィンフィールド・スペンサー・ジュニア（英語: Earl Winfield Spencer, Jr.）中尉と結婚したが、夫のアルコール依存症に起因するDVと女癖の悪さに耐え兼ね、1927年の夫の中国への転勤を機に離婚した。
1928年には、ニューヨーク生まれの船舶仲介会社社長のアーネスト・シンプソン（英語: Ernest Simpson）と結婚した。アーネストは、父の母国であるイングランドに憧れて、イギリス国籍を取るためイギリス近衛歩兵連隊の少尉になった経歴があり、夫の経営する会社のロンドン支店で働くうちに、社交界に繋がりを持つようになった。これに伴うかたちで、すぐに社交界内の花形になったウォリスは常々「今がとっても幸せ」と語っていたという。

### エドワード王太子との不倫
シンプソン夫妻を王太子エドワードに紹介したのは、当時の王太子の愛人であった、ファーネス子爵夫人テルマであった。1931年1月に、夫人の別荘で催されたパーティーにおいて2人は出会い、ウォリスは王太子に一目惚れし、同年6月にはバッキンガム宮殿で開かれた王太子の父ジョージ5世の謁見にシンプソン夫妻が揃って参内した。テルマがニューヨークに出かけた1933年の冬頃、ウォリスは王太子と不倫関係となった。
以降の2年間は、王太子から夫妻揃って幾度となくロンドン郊外の王室所有の別荘に招待されるようになったが、王太子は次第にウォリスにのみ極端に緊密に接するようになり、ウォリス自身もそのような王太子にますます惹かれていった。その後の王太子は、シンプソン夫妻がまだ婚姻関係にあるにもかかわらず、外遊には必ずウォリスを同伴させ、高価な宝石などを好きなだけ買い与え続け、王太子の邸宅で同棲するにまで至った。
一方ウォリスの夫シンプソンにも当時愛人がおり、シンプソンは妻と王太子のこのような行状をほぼ黙認していたといわれる。さらにウォリスも、駐英ドイツ大使でその後ドイツの外務大臣となったヨアヒム・フォン・リッベントロップや、中古車販売業者など他のイギリス人とも性的関係にあったと噂された。
1936年1月のジョージ5世の死後、王太子は独身のまま「エドワード8世」として王位を継承し、即位式にはウォリスが立会人として付き添った。しかし、王室関係者はウォリスを「ただの友人」扱いしたため、エドワード8世はウォリスに対して「愛は募るばかりだ。別れていることがこんなに地獄だとは」などと熱い恋心を綴ったラブレターを送ったり、同年の8月から9月にかけて、これ見よがしにウォリスと王室の所有するヨットで海外旅行に出かける、ウォリスと共にペアルックのセーターを着て公の場に登場する等アピールを繰り返した。しまいには、スタンリー・ボールドウィン首相らが出席しているパーティーの席上で、ウォリスの夫アーネストに対して「さっさと離婚しろ」などと恫喝した挙句に暴行を加えるなどといった騒ぎまで引き起こした。

### 結婚とエドワード8世の退位

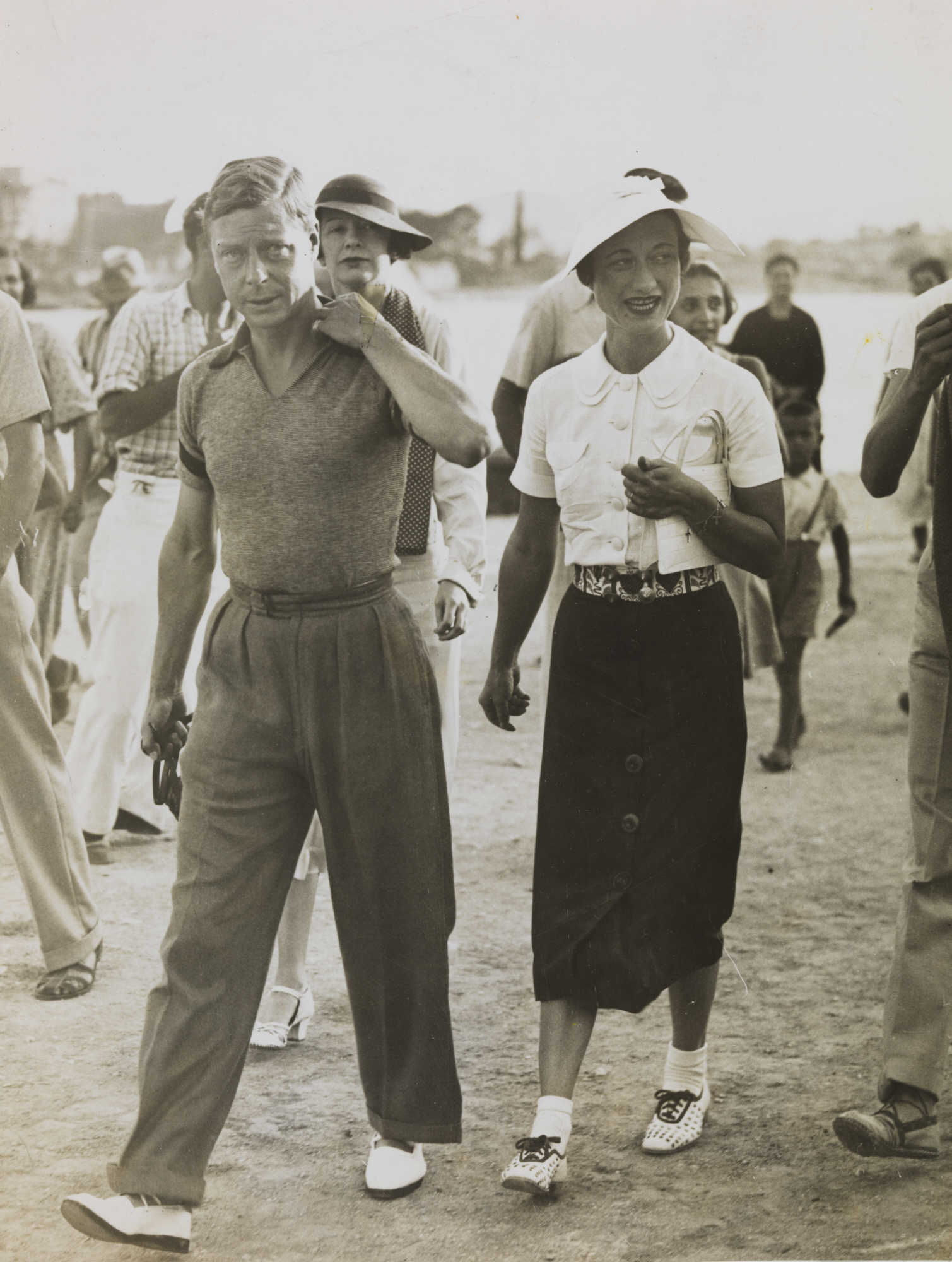
ユーゴスラビアにて（1936年）

ウォリスは夫の不貞を理由に、裁判において離婚を申し立て、1936年10月27日に勝訴した。これに対してエドワード8世はウィンストン・チャーチルと相談しながら、「私は愛する女性と結婚する固い決意でいる」という真意を国民に直接訴えようと、ラジオ演説のための文書を作成する準備をしたが、ボールドウィン首相は演説の草稿の内容に激怒し、「政府の助言なしにこのような演説をすれば、立憲君主制への重大違反となる」とエドワード8世に伝えた。
チャーチルは「国王は極度の緊張下にあり、ノイローゼに近い状態」であるとボールドウィン首相に進言したが、ボールドウィン首相はそれを黙殺し、事態を沈静化させるために意を決し、1936年11月にエドワード8世の側近である個人秘書のアレグザンダー・ハーティングを呼び寄せてエドワード8世のもとに派遣し、「王とシンプソン夫人との関係については、新聞はこれ以上沈黙を守り通すことはできない段階にあり、一度これが公の問題になれば総選挙は避けられず、しかも総選挙の争点は、国王個人の問題に集中し、個人としての王の問題はさらに王位、王制そのものに対する問題に発展する恐れがあります」という文書を手渡し、王位からの退位を迫った。
この文書をきっかけにエドワード8世は退位を決意し、12月8日に側近に退位する覚悟を決めたことを伝えた。12月11日にエドワード8世がBBCのラジオ放送を通じて退位を表明した際は、「後ろで、はね橋があがっていく。あなたを何もないところへ連れてきてしまった」と語ったという。
これを機に、イギリス国内のマスコミはウォリスに対する批判を開始し、「アメリカの売春婦をやっつけろ」などとまで書き立るタブロイド紙もあったという。これに反してアメリカの『ニューズウィーク』誌は「さまざまな人種、階級、宗教からなる世界の5億人を統治する者が、アメリカ人と結婚しようとしている。その女性は個性的な魅力で、無名の一族から世界最強の王座へと登り詰めようとしている」（1936年12月12日号より）などと好意的に記しているが、イギリスではこのような見方は少なかった。普段気丈なウォリスも、この時ばかりは精神的にダメージを受けたらしく、執拗に追いかけて来るマスコミから逃れるために、カンヌの別荘に避難した。
エドワードは12月12日深夜にポーツマスの軍港から出航しイギリスを去り、翌1937年6月3日にフランスのトゥールで2人は挙式し、その際の婚約指輪は、かつてムガル帝国皇帝が所有していた世界最大のエメラルドを半分にした片方だった。式には、ごく親しい16人の友人のみを招き、「あんな離婚歴のあるアメリカ女を王室の一員に加えるのか」などとウォリスを疎ましく思っていた王室と政府からは誰も来なかった。

### 王室からの反発
エドワードにはウィンザー公の称号が授けられ、ウォリスは「公爵夫人」となったのだが、イギリス王室のウォリスへの怒りは解けそうにもなかった。特に、ウィンザー公と、その後継者として即位する事となったジョージ6世の母であるメアリー王太后や、王妃となったエリザベスは、生来病弱なうえに吃音症や脚の障害を抱えるジョージ6世の体調を気遣い、彼を無理矢理王位につかせたとウォリスを憎んだ。以降、エリザベス王妃はウォリスを「あの女」、ジョージ6世も「シンプソン夫人」と呼び、決してウィンザー公夫妻を公式行事に招待することはなかった。

### ヒトラーとの関係
フランスに暮らし、王族でありながら無視された存在の2人に目をつけたのは、ドイツの指導者のアドルフ・ヒトラーだった。イギリスには好意を持ちながらも自ら進める急速な勢力拡大によりヨーロッパで孤立を深めていたヒトラーは、イギリスの前国王を、「私的な賓客」として自国へ招いたのである。夫妻は、ドイツで熱狂的な歓迎を受けた。結婚以来、ウォリスを好意的に受け入れてくれたのはドイツが初めてだった。
これに気をよくした夫妻には、ナチ党寄りの発言や行動が目立つようになり、ヨーロッパ情勢が緊迫する中におけるこのような夫妻の言動を「ドイツに誤ったシグナルを送ることになる」と嫌ったイギリス政府は、ウィンザー公をバハマ総督に任命して2人をヨーロッパから離した。しかしこのような不注意な言動は、ドイツによるポーランド侵攻をきっかけに、1939年9月3日にイギリスがドイツに宣戦布告し第二次世界大戦がはじまった後も続いた。

### バハマへ
ウォリスはナッソーで第二次世界大戦下の5年間を暮らした。総督とはいえ名誉職であり、飼い殺しのような状態であった。ウォリスは、「ここは（ナポレオンが流刑にされた）セントヘレナ島よ」と言って、バハマを嫌った。ウォリスが特注のエルメスのバッグを持ち、毛皮や宝石で飾り立て、飛行機で何度もアメリカへ買い物をしに旅行する姿は、戦時下で苦難にあえぐ人々の批判の的となった。
また、彼女は人種差別者であり、アメリカの叔母に宛てた手紙の中で、バハマ人口の大部分を占めるアフリカ系住民を「怠け者」と侮蔑しており、この様な高慢な性格から、写真家のセシル・ビートンからは「愛嬌のあるブス」などと扱き下ろされている。

### イギリス王室との和解

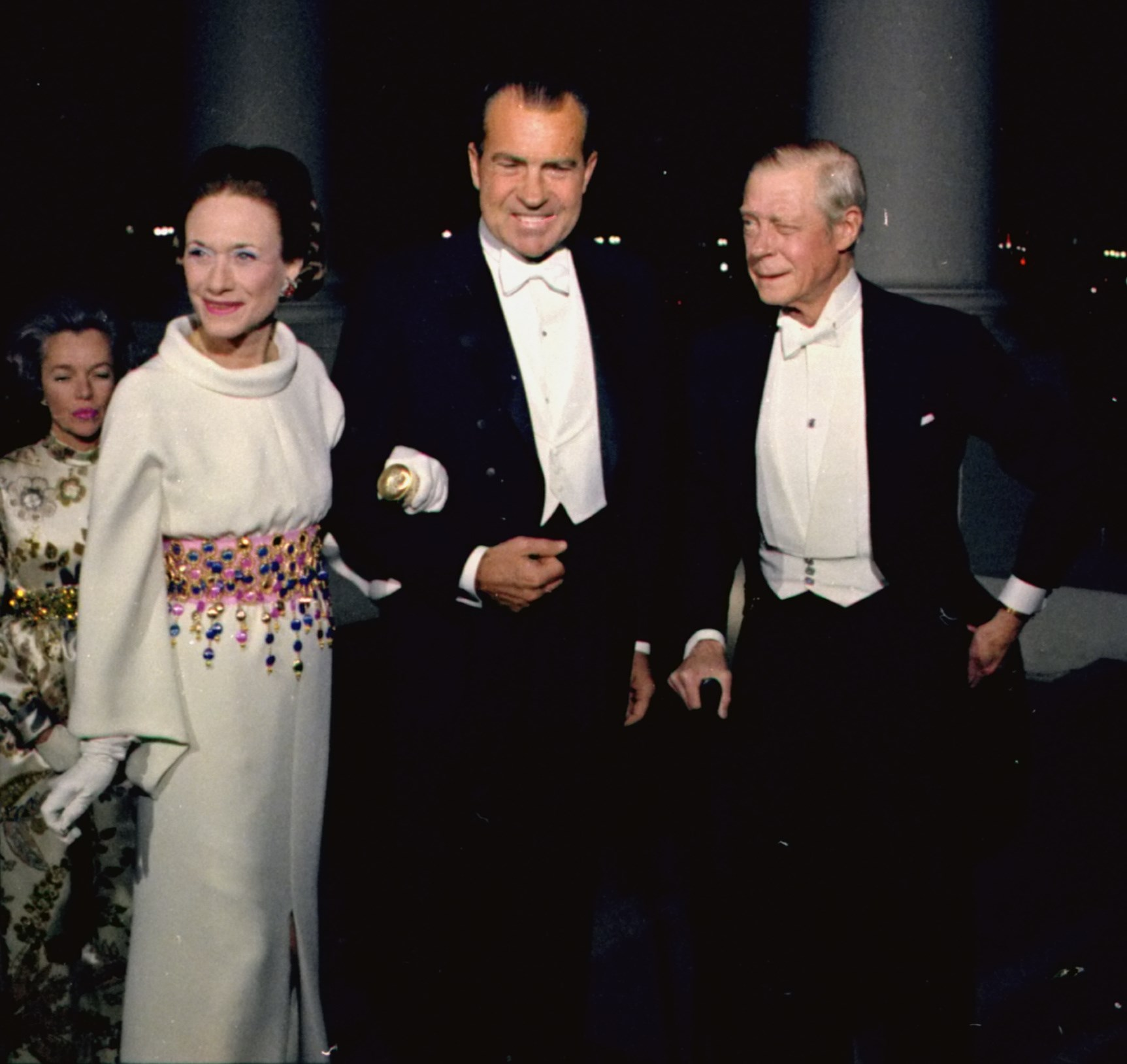
アメリカのリチャード・ニクソン大統領とともに（1970年）

総督の任務を終えた後、夫妻は第二次世界大戦終結後のフランスへ戻り、半ば引退の生活を送った。1952年に、ウィンザー公は弟ジョージ6世の大喪に列席するためイギリスへ戻ったが、ウォリスは招待されなかった。夫妻はイギリスにセカンド・ハウスを購入し、幾度かイギリスを訪問するもののウォリスは歓迎されず、夫の祖国であるにも拘らず「この国は大嫌いよ」と親しい友人にこぼしたという。
さらに夫妻は「イギリスのファシスト」と目され、戦前にイギリスファシスト連合を率いており、親ナチスで知られ第二次世界大戦中は夫婦揃って獄中に送られたオズワルド・モズレーと非常に親しくなるなど、倫理観に欠ける行動を取った。
ようやく公的にウォリスが「公爵夫人」として招かれたのは、1967年のメアリー王太后生誕100年式典が初めてであった。ウィンザー公が目の手術の為にイギリスの病院に入院した際は、エリザベス2世とケント公爵夫人マリナ（ウィンザー公の実弟ジョージの未亡人）が見舞っている。
イギリス王室のメンバーで、率先してウィンザー公夫妻との和解に動いたのは、かつてはウォリスを憎んでいたエリザベス女王だと言われている。エドワードが癌の手術を受けたときには、エリザベス2世はチャールズ3世（当時はプリンス・オブ・ウェールズ）と見舞いに訪れた。

### 晩年
1972年、夫エドワードが亡くなり、その葬儀のためウォリスは初めて公爵夫人としてバッキンガム宮殿に滞在した。彼女は義理の姉妹たち、エリザベス王太后、グロスター公爵夫人アリスらと並んで列席した。葬儀を終えたウォリスは、見送りに訪れた人々を一度も振り返らず、イギリスを去った。
ウォリスは女王の許しを得て、パリのブローニュの森の城で余生を過ごした。1976年に、義妹であるエリザベス王太后が訪問するが、ウォリスは体調不良を理由に会談を直前にキャンセルしている。2人のわだかまりは最後までとけなかった。

### 死去
1986年4月24日、ウォリスはブローニュの森内の自宅ヴィラ・ウィンザーでその生涯を閉じた。彼女の葬儀はイギリスで王族として執り行われ、遺体はウィンザー城近郊の王立墓地に葬られた。遺言により、遺産はパリのパスツール研究所に寄付された。
パリに所有していたヴィラ・ウィンザーは、百貨店ハロッズのオーナーモハメド・アルファイドが購入した。この建物は、アルファイドの息子ドディと元イギリス王太子妃ダイアナが事故死した後の1998年に売りに出され、売り上げは慈善団体に寄付された。

## エピソード
- 駐英ドイツ大使でその後ドイツの外務大臣となったヨアヒム・フォン・リッベントロップと性的関係にあったと噂された。のち、2002年に『ガーディアン』紙が、ウォリスがドイツのためにスパイ行為を働いていたとスクープした[1][2]。